# 八里溪
八里溪為一位於台灣東部之縣市管河川，幹流長度4.00公里，流域面積17.73平方公里，分佈於台東縣東河鄉。主流發源於東河鄉都蘭村都禿山東南側，向東南流經舊廍北側，於省道台11線鉛橋東南側注入太平洋。